# 1993 FV24
1993 FV24 är en asteroid i huvudbältet som upptäcktes den 21 mars 1993 av UESAC vid La Silla-observatoriet.
Den tillhör asteroidgruppen Nysa.